# مکس بروکس
ماکسیمیلیان مایکل بروکس (به انگلیسی: Maximillian Michael brooks) که با نام هنری مکس بروکس (به انگلیسی: Max brooks) فعالیت می‌کند، متولد ۲۲ مه ۱۹۷۲ در نیویورک، نویسنده و فیلم‌نامه‌نویس امریکایی است که از سال ۲۰۰۱ تاکنون تمامی نوشته‌ها و پژوهش‌های خود را به زامبیها اختصاص داده است.
دو کتاب معروف وی جنگ جهانی زد و دیگری راهنمای نجات از بیماری زامبی باعث شهرت او شده‌است.